# Edmond Frémy
Pour les articles homonymes, voir Edmond Frémy (homonymie) et Frémy.
Edmond Frémy, de son nom de naissance Edme Frémy, né à Versailles le 22 février 1814 et mort à Paris le 2 février 1894, est un chimiste français.

## Biographie
Edmond Frémy est né dans une famille d'ancienne bourgeoisie originaire de Bourgogne, issue d'Edme Nicolas Frémy (né avant 1710), bourgeois d'Auxerre (Yonne). Il est le fils de François Edme Frémy et de Victoire Julienne Tessier.

### Carrière
Il est initié à la chimie par son père, professeur de chimie à Saint-Cyr. En 1831, il entre au laboratoire de Gay-Lussac à l'École polytechnique, dont il sera un protégé, et dont il devient l'assistant en 1833. En 1837, il entre au Collège de France et il est nommé préparateur, puis répétiteur, de Jules Pelouze à l'École polytechnique, avant de lui succéder comme professeur en 1846.
En 1850, il succède à Gay-Lussac à la chaire de chimie du Muséum national d'histoire naturelle. Il est directeur d'études dans la 2e section de l'École pratique des hautes études,où il a notamment pour élève Henri Moissan, futur prix Nobel de chimie en 1906. En 1857, il est élu membre de l'Académie des sciences, dont il est président en 1875. Directeur du Muséum national d'histoire naturelle de 1879 à 1891, poste dont il prend la tête à la suite d'Eugène Chevreul.

### Famille
Il épouse Louise Félicité Eugénie Boutron, fille d'Antoine Boutron Charlard. L'obtenteur Eugène Verdier lui dédie en 1884 une rose du nom de 'Madame Eugénie Frémy.
Ses ancêtres sont Edme Claude Frémy (1743-1812), pharmacien et bourgeois d'Auxerre, François Edme Frémy (1774-1860), pharmacien également et chimiste.
Édouard Frémy (1843-1904), son fils, dit « le comte Frémy », est historien.
Raymond Frémy (1884-1914), son petit-fils, est soldat au 60e bataillon de chasseurs, mort pour la France le 4 septembre 1914 au combat du col de Ferry, dans la commune de Moussey (Vosges).

## Travaux de recherche
Il est guidé dans ses premiers pas de chercheur par Antoine Boutron Charlard (qui deviendra son beau-père, et qui lui-même avait fait ses armes auprès de Pierre Robiquet, le grand chimiste analyste et membre de l'Académie des sciences) qui l'associe à une étude sur la fermentation lactique (publiée en 1841).
Frémy mène des recherches sur l'acide osmique, les ferrates, les stannates, les plombates et l'ozone. Il tente d'obtenir du fluor libre par électrolyse de fluorures fondus et découvre l'acide fluorhydrique anhydre ainsi qu'une série d'acides, dont la nature précise a longtemps été sujette à discussion. Il étudie la coloration des feuilles et des fleurs.
Dans le champ de la chimie biologique, il s'intéresse aussi à la composition des os, ainsi que d'autres substances animales, et tout spécialement à celle du cerveau, un domaine où il fut un véritable précurseur dans les années 1840. Mais il ne parvient pas à reconnaître avec précision la nature de la composante phosphorée qu'il a obtenue, s'entêtant même sur ses conclusions malgré les avancées d'autres travaux, et manquant ainsi la découverte et l'élucidation de la structure des lécithines et plus généralement des phospholipides, une classe de molécules, dont les applications actuelles sont essentielles, découverte qui fut menée à bien par Théodore Gobley (qui se trouvait être un cousin éloigné par alliance) à l'issue d'une série de travaux sur trente années, répondant à une méthodologie et une rigueur exemplaires. Il s'intéresse également aux procédés de fermentation, sujet sur lequel il était en désaccord avec Pasteur.
Convaincu de l'importance des applications techniques de la chimie, Frémy s'intéresse particulièrement en tant que professeur, à la formation des chimistes industriels.
Dans le domaine industriel, Frémy contribue aux études sur la fabrication du fer et des aciers, de l'acide sulfurique, du verre et du papier, et travaille notamment sur la saponification des graisses avec de l'acide sulfurique et sur l'utilisation de l'acide palmitique pour la fabrication des bougies.
Dans les dernières années de sa vie, il se penche sur le problème de l'obtention de l'alumine sous sa forme cristalline I, et il réussit à obtenir des rubis identiques à la gemme naturelle, tant au point de vue de la composition chimique que des propriétés physiques.
Il défend la mémoire de l'ami de son père, Bernard Courtois, qui découvre la morphine et l'iode. Il a comme élève Stanislas Meunier et Henri Moissan.

## Décoration
- Commandeur de la Légion d'honneur

## Postérité
De ses recherches il subsiste dans la chimie moderne essentiellement un composé appelé communément le « sel de Frémy », un puissant agent oxydant qu'il synthétisa en 1845. Le sel de Frémy originel est le nitrosodisulfonate de disodium ou (Na2NO(SO3)2). Une variante au potassium de ce sel, le disulfonate de potassium peroxylamine (K2NO(SO3)2), est couramment utilisé comme source d'un radical libre en phase aqueuse à longue durée de vie pour la réalisation de certaines réactions d'oxydations organiques.
Il est également utilisé comme référence de certaines mesures en spectroscopie par résonance paramagnétique électronique.
Ce sel se trouve généralement dans le commerce sous la forme dimère (K4[ON(SO3)2]2).
Une rue porte son nom dans le quartier des Chantiers à Versailles. L’école élémentaire située dans cette rue porte également son nom.

## Publications
- Traité de chimie générale, Tome 1, M. Masson, Paris, 1854 (texte en ligne disponible sur LillOnum)
- Traité de chimie générale, Tome 2, M. Masson, Paris, 1854 (texte en ligne disponible sur LillOnum)
- Traité de chimie générale, Tome 3, M. Masson, Paris, 1854 (texte en ligne disponible sur LillOnum)
- Traité de chimie générale. Atlas, V. Masson, Paris, 1855 (texte en ligne disponible sur LillOnum)
- Traité de chimie générale, Tome 4, V. Masson, Paris, 1855 (texte en ligne disponible sur LillOnum)
- Traité de chimie générale, Tome 5, V. Masson, Paris, 1856 (texte en ligne disponible sur LillOnum)
- Traité de chimie générale, Tome 6, V. Masson, Paris, 1857 (texte en ligne disponible sur LillOnum)
- Encyclopédie chimique. Les laboratoires de chimie, Paris, Dunod, 1882 (texte en ligne disponible sur LillOnum)